# Liolaemus chaltin
Liolaemus chaltin — вид ігуаноподібних ящірок родини Liolaemidae. Мешкає в Болівії і Аргентині.

## Поширення і екологія
Liolaemus chaltin мешкають в Андах на півдні Болівії (Потосі, Тариха) та на північному заході Аргентини (Жужуй). Вони живуть на високогірних луках пуна, серед скель і в гірських лісах Polylepis. Зустрічаються на висоті від 3400 до 3750 м над рівнем моря. Ведуть наземний спосіб життя, живляться комахами, відкладають яйця.